# Sovětská liga ledního hokeje 1990/1991
Sezóna 1990/1991 byla 45. sezonou Sovětské ligy ledního hokeje. Mistrem se stal tým Dynamo Moskva. 
Tým Torpedo Gorkij se přejmenoval na Torpedo Nižnij Novgorod (změna názvu města).
Nejhorší pětici celků první fáze čekala prolínací soutěž proti desítce nejlepších týmů 2. ligy. Vzhledem k rozšíření počtu účastníků soutěže na 16 si účast v nejvyšší soutěži zajistilo 6 nejlepších celků této baráže. Všichni prvoligisté v baráži uspěli a udrželi se kromě týmu SKA Leningrad. 

## První fáze
| #  | Tým                     | Z  | V  | R | P  | Sk.    | B  |
| -- | ----------------------- | -- | -- | - | -- | ------ | -- |
| 1  | CSKA Moskva             | 28 | 17 | 8 | 3  | 110-67 | 42 |
| 2  | Spartak Moskva          | 28 | 18 | 5 | 5  | 93-51  | 41 |
| 3  | Dynamo Moskva           | 28 | 19 | 3 | 6  | 116-63 | 41 |
| 4  | Křídla Sovětů Moskva    | 28 | 17 | 3 | 8  | 103-78 | 37 |
| 5  | Chimik Voskresensk      | 28 | 15 | 5 | 8  | 103-78 | 35 |
| 6  | Dynamo Riga             | 28 | 14 | 3 | 11 | 112-80 | 31 |
| 7  | Lokomotiv Jaroslavl     | 28 | 13 | 4 | 11 | 83-80  | 30 |
| 8  | Sokol Kyjev             | 28 | 11 | 7 | 10 | 95-85  | 29 |
| 9  | Torpedo Nižnij Novgorod | 28 | 11 | 6 | 11 | 81-93  | 28 |
| 10 | Torpedo Ust-Kamenogorsk | 28 | 10 | 6 | 12 | 78-97  | 26 |
| 11 | Avtomobilist Sverdlovsk | 28 | 9  | 5 | 14 | 74-103 | 23 |
| 12 | Traktor Čeljabinsk      | 28 | 9  | 3 | 16 | 68-81  | 21 |
| 13 | Itil Kazaň              | 28 | 3  | 7 | 18 | 54-95  | 13 |
| 14 | SKA Leningrad           | 28 | 3  | 6 | 19 | 72-125 | 12 |
| 15 | Dynamo Minsk            | 28 | 3  | 5 | 20 | 58-108 | 11 |

## Finálová skupina
| #  | Tým                     | Z  | V  | R  | P  | Sk.     | B  |
| -- | ----------------------- | -- | -- | -- | -- | ------- | -- |
| 1  | Dynamo Moskva           | 46 | 30 | 8  | 8  | 186-99  | 68 |
| 2  | Spartak Moskva          | 46 | 27 | 8  | 11 | 163-106 | 62 |
| 3  | Křídla Sovětů Moskva    | 46 | 28 | 5  | 13 | 170-124 | 61 |
| 4  | CSKA Moskva             | 46 | 24 | 13 | 9  | 168-117 | 61 |
| 5  | Dynamo Riga             | 46 | 25 | 5  | 16 | 187-138 | 55 |
| 6  | Chimik Voskresensk      | 46 | 22 | 9  | 15 | 146-147 | 53 |
| 7  | Lokomotiv Jaroslavl     | 46 | 17 | 10 | 19 | 131-139 | 44 |
| 8  | Sokol Kyjev             | 46 | 15 | 13 | 18 | 151-149 | 43 |
| 9  | Torpedo Ust-Kamenogorsk | 46 | 14 | 10 | 22 | 130-183 | 38 |
| 10 | Torpedo Nižnij Novgorod | 46 | 14 | 7  | 25 | 115-160 | 35 |